# Witless Bay
Witless Bay é uma cidade na Península de Avalon, na província canadense de Terra Nova e Labrador. Localizado no Irish Loop, 35 km ao sul da capital da província, St. John's, Witless Bay é uma pequena comunidade cênica e tradicional de portos da Terra Nova. A cidade tinha uma população de 1619 no censo do Canadá em 2016. Está conectado à Reserva Ecológica de Witless Bay.
Em setembro de 2013, o colega da Action Canada, Sébastien Després, foi eleito prefeito.
Witless Bay é o cenário do romance de Howard Norman, The Bird Artist.

## Etimologia
Um dos habitantes europeus originais da região era o capitão Whittle, que havia trazido sua família de Dorset, Inglaterra, para a Terra Nova. A área recebeu o nome deles: Whittle's Bay. Quando o capitão Whittle morreu, sua viúva e seus filhos voltaram para a Inglaterra. Whittle's Bay (que era a partir de então "Whittles-less") acabou se tornando Witless Bay.

## História
Em 1675, a população de Witless Bay era de 34.
Nos anos 1700, os funcionários de pesca irlandeses começam a chegar na área e rapidamente começam a superar os ingleses.
Em 1755, como o catolicismo romano ainda é proibido na Terra Nova, os padres disfarçados de pescadores ministram às necessidades espirituais da comunidade.
Em 1836, o primeiro censo oficial da Terra Nova coloca a população em 542, dos quais 540 eram católicos romanos.
Em 1845, a Igreja Católica Romana é aberta.
Em 1860, as Irmãs da Apresentação abrem um convento e uma escola para meninas.
Em 1871, a população chega a 928.
Nos anos 60, as pessoas são reinstaladas de Gallows Cove, no promontório sul de Witless Bay, até a comunidade de Witless Bay.
Em 1986, Witless Bay é incorporada. O primeiro gerente da cidade de Witless Bay é Joan Marie Yard (1943-1999).
Em 2016, a população chega a 1619, a população cresce 38,7% a partir de 2011, tornando-se a cidade que mais cresce na província.

## Economia

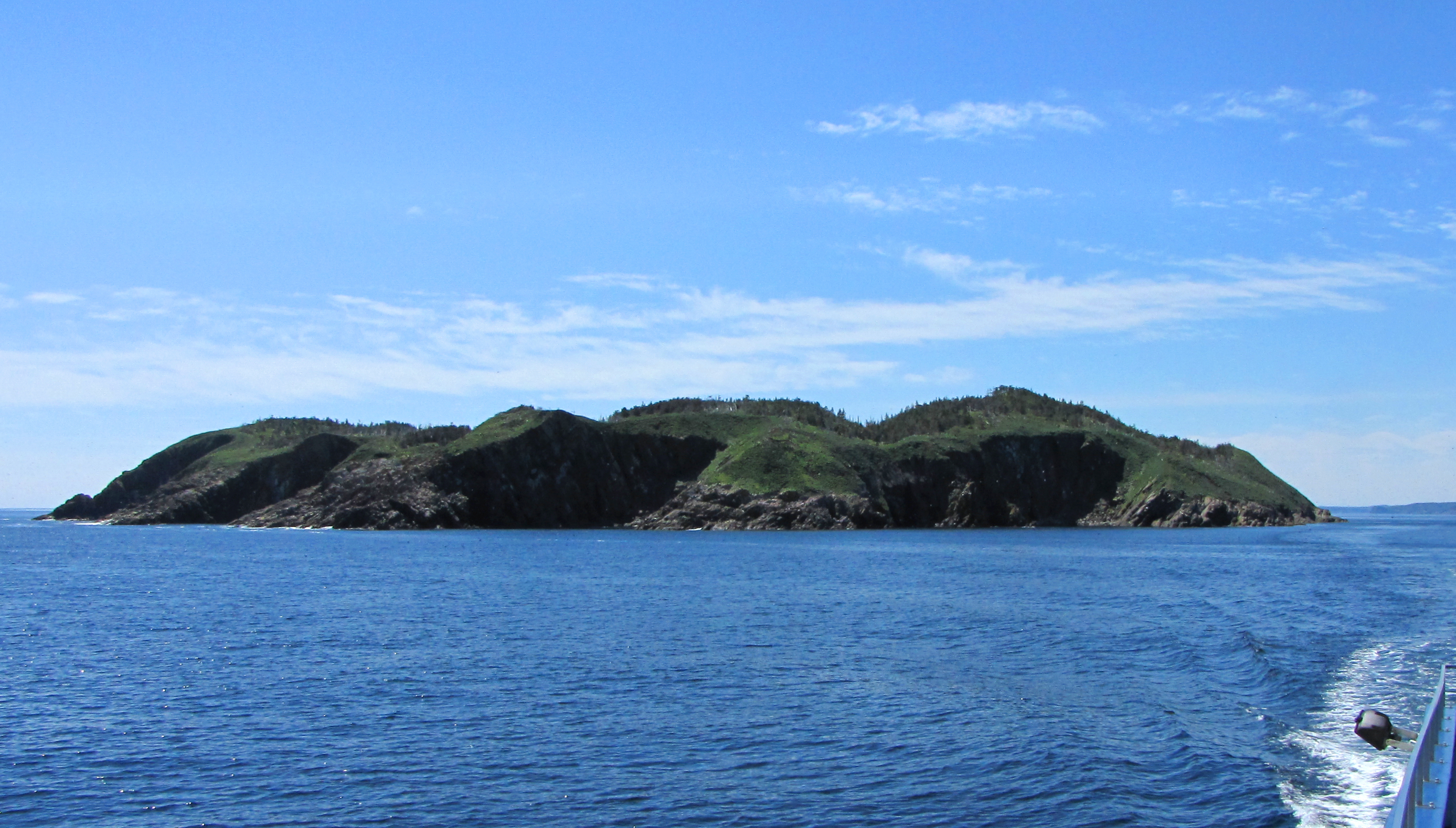
Ilha Gull, Witless Bay

Witless Bay é uma comunidade de pescadores, estabelecida pela primeira vez devido à sua proximidade com os ricos pesqueiros nos Grand Banks. O turismo também é uma parte importante da comunidade, já que a comunidade abriga a Reserva Ecológica de Witless Bay, que contém a maior colônia de Puffin Atlântico da América do Norte e a segunda maior colônia do mundo de petréis de tempestade de Leach. A presença dessas colônias de pássaros deu origem ao Witless Bay Puffin e à Petrel Patrol, uma organização voluntária que visa salvar filhotes abandonados e devolvê-los com segurança ao oceano. Estabelecimentos de acomodação e pequeno-almoço, cafeterias, um operador turístico de baleias e papagaios-do-mar, vários artesãos e a Patrulha Witless Bay e Area Puffin e Petrel Patrol atraem visitantes de todo o mundo.
A Escola Elementar de St. Bernard, parte do Distrito Escolar Oriental, está localizada na Witless Bay. A cidade também abriga uma das três plantas de processamento de caranguejo sobreviventes do Irish Loop.

## Governo
O Conselho Municipal de Witless Bay é composto por um prefeito, vice-prefeito e cinco conselheiros. O atual prefeito da cidade é Rene Estrada.
Joan Marie Yard foi a primeira administradora da cidade de Witless Bay (desde sua constituição em 1986 até sua morte aos 55 anos em 1999). Ela foi muito ativa em trazer muitas novas iniciativas para a cidade, incluindo as Girl Guides of Canada, o Departamento de Bombeiros Voluntários de Witless Bay e foi fundamental na criação da Parada de Papai Noel de Witless Bay. Também era organista da igreja local e advogada da preservação de bens naturais.
O atual gerente da cidade é Geraldine Jeddore Caul, que tem raízes na comunidade aborígine em Terra Nova e Labrador e é filha de John Nick Jeddore, autor do livro - Moccasin Tracks: A Memoir of Mi'kmaw Life in Newfoundland.

No outono de 2017, todo o conselho da cidade foi eleito sem oposição por aclamação. Por razões legais, uma de suas primeiras decisões importantes foi uma votação unânime em favor da abolição das regras de transparência, ética, conflito de interesses e uso da terra estabelecidas pelo conselho municipal anterior e reenviar o manual aos Assuntos Municipais para revisão e aceitação. Após uma reação pública contra as decisões do conselho da cidade nas mídias sociais, ele votou por unanimidade em março de 2018 o uso de fundos públicos para contratar um advogado criminal para investigar seus críticos online.